# Per Christensen

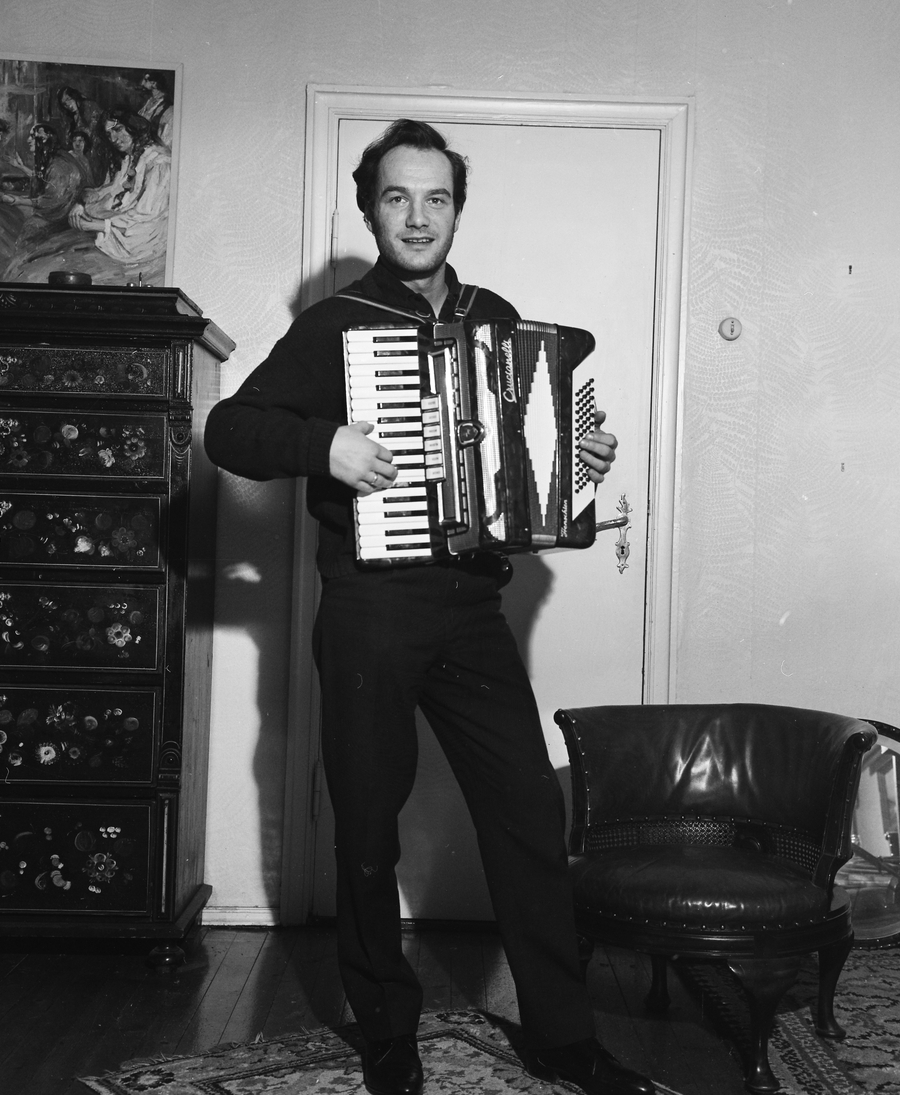
Per Christensen um 1964

Per Christensen (* 18. Juli 1934 in Norwegen; † 26. August 2009 in Oslo) war ein norwegischer Schauspieler.

## Biografie
Christensen fing 1950 als Theaterschauspieler am Det Nye Teater und am Oslo Nye Teater an und wirkte bei diesen Häusern bis 1969 mit. In dem Zeitraum von 1969 bis 1991 war er am norwegischen Fernsehtheater (Fjernsynsteatret) tätig. Sein Debüt im Film hatte er 1953 in Vi vil skilles in der Rolle als Leif. In vielen weiteren norwegischen Film- und Fernsehproduktionen spielte ebenfalls seit Anfang 1950er Jahren bis zu seinem Tod 2007 mit. Christensen wurde später im norwegischen Fernsehen hauptsächlich bekannt für seine Rolle als Hugo Anker-Hansen in der Fernsehserie Hotel Cæsar. Im Kinofilm machte mit der Rolle als Alfons in der Elling-Reihe durch die zwei Filme Elling und Elling – Lieb mich morgen auf sich aufmerksam. Weitere bekannte Auftritte hatte er in der Fernsehserie Fleksnes als Freund der Hauptperson Marve.
Des Weiteren war er am Radiotheater (Radio Theatre) als Sprecher und Regisseur beim NRK tätig. Seine bekannteste Hörspiel-Inszenierung war dort das Stück Käfer fliegen in der Dämmerung (Tordivelen flyr i skumringen) der schwedischen Kinderbuchautorin Maria Gripe, was von den Zuhörern als das „Beste Hörspiel für Kinder und Jugendliche“ bewertet wurde.

## Filmografie (Film und Fernsehen)
- 1953: Vi vil skilles
- 1955: Bedre enn sitt rykte
- 1957: Slalåm under himmelen
- 1959: Støv på hjernen
- 1960: Det store varpet
- 1961: Leidenschaftliche Begegnung (Line)
- 1962: Tonny (Tonny on the Wrong Road)
- 1964: Knepet
- 1965: De kalte ham Skarven
- 1965: Equilibrium – Det er meg du skal elske
- 1966: Broder Gabrielsen
- 1967: Musikanter
- 1970: Douglas
- 1970: Alltid noe trist og deprimerende
- 1971: Samfunnets støtter
- 1973: Jentespranget
- 1974: Marve Fleksnes – der einsame Junggeselle (Den siste Fleksnes)
- 1974: Bortreist på ubestemt tid
- 1976: Angst
- 1985: Papirfuglen
- 1985: Brennende blomster
- 1985: Noe helt annet
- 1986: Plastposen
- 1987: Feldmann saken
- 1990: Landstreicher (Landstrykere)
- 1992: Das Herz des Kriegers (Krigerens hjerte)
- 1992: Affæren Anders Jahre
- 1995: Hører du ikke hva jeg sier!
- 1996: Familiesagaen De syv søstre
- 1996: Hamsun
- 1997: Kameramuseet
- 1998: Cellofan – med døden til følge
- 1998: Weekend
- 1998: Bot og bedring
- 1999: Hem till byn
- 2001: Elling
- 2001–2004: Hotel Cæsar
- 2005: Elling – Lieb mich morgen (Elsk meg i morgen)
- 2007: Størst av alt (Fernsehserie, 6 Folgen)